# Astra 4A
Astra 4A, tidigare Sirius 4, är en kommunikationssatellit som ägs av SES Astra. Ägdes av SES Sirius (tidigare Nordiska Satellitaktiebolaget, NSAB).
Satelliten byggdes av Lockheed Martin i USA och sköts upp den 18 november 2007 från Kosmodromen i Bajkonur, Kazakstan. 
Satelliten har en beräknad livslängd på 15 år. 
ASTRA 4A kan sända både till DTH (Direkt-Till-Hemparaboler) och till kabel-TV nät samt användas för tillfälliga sändningar (för exempelvis sportevenemang). Satelliten har täckning både i Europa och i Afrika.
I juni 2010 bytte Sirius 4 namn till Astra 4A. 

### Fotnoter
1. ↑  ”NASA Space Science Data Coordinated Archive” (på engelska). NASA. https://nssdc.gsfc.nasa.gov/nmc/spacecraft/display.action?id=2007-057A. Läst 5 april 2020.